# Skelly Alvero
Skelly Alvero, né le 4 mai 2002 à Stains, en France, est un footballeur français évoluant au poste de milieu central au Werder Brême.

## Biographie

### En club
Né à Stains, en France, Skelly Alvero commence le football à Saint-Denis, à l'école de football de Saint-Denis Union Sport puis rejoint le Red Star FC en U12-U13.

#### Sochaux-Montbéliard
Le 25 mai 2017, Skelly Alvero rejoint le FC Sochaux-Montbéliard,.
Il joue son premier match professionnel le 13 novembre 2021, à l'occasion d'une rencontre de Coupe de France contre Bresse Jura Foot. Il entre en jeu et son équipe s'impose par trois buts à un.
Le 18 février 2022, il signe son premier contrat professionnel avec Sochaux. Il est alors lié au club jusqu'en juin 2025,. Skelly Alvero entre en jeu pour la première fois en championnat le 13 août 2022, en Ligue 2 contre Amiens (défaite 1-0).
Le 15 avril 2023, alors titulaire, Skelly Alvero inscrit son premier but en professionnel en championnat face à Pau (défaite 2-3).

#### Olympique lyonnais
Le 5 juillet 2023, Skelly Alvero s'engage pour cinq ans avec l'Olympique lyonnais. Le montant du transfert s’élève à 4 millions d'euros.

#### Werder Brême
Le 31 janvier 2024, Skelly Alvero rejoint le Werder Brême sous la forme d'un prêt jusqu'à la fin de la saison avec option d'achat. Le 3 mars, il inscrit son premier but sous les couleurs brêmoises sur la pelouse d'Hoffenheim (défaite 2-1). Le 10 juin, Brême décide de lever l'option d'achat de 4,750 millions d'euros et Skelly Alvero rejoint définitivement le club brêmois.

## Statistiques
| Saison                | Club                   | Championnat           | Championnat | Championnat | Championnat | Coupe nationale | Coupe nationale | Coupe nationale | Coupe de la Ligue | Coupe de la Ligue | Coupe de la Ligue | Compétition(s) continentale(s) | Compétition(s) continentale(s) | Compétition(s) continentale(s) | Compétition(s) continentale(s) | Total | Total | Total |
| Saison                | Club                   | Division              | M.          | B.          | P.d.        | M.              | B.              | P.d.            | M.                | B.                | P.d.              | Comp.                          | M.                             | B.                             | P.d.                           | M.    | B.    | P.d.  |
| 2021-2022             | FC Sochaux-Montbéliard | L2                    | -           | -           | -           | 2               | 0               | 0               | -                 | -                 | -                 | -                              | -                              | -                              | -                              | 2     | 0     | 0     |
| 2022-2023             | FC Sochaux-Montbéliard | L2                    | 31          | 2           | 0           | 2               | 0               | 0               | -                 | -                 | -                 | -                              | -                              | -                              | -                              | 33    | 2     | 0     |
| Sous-total            | Sous-total             | Sous-total            | 31          | 2           | 0           | 4               | 0               | 0               | -                 | -                 | -                 | -                              | -                              | -                              | -                              | 35    | 2     | 0     |
| 2023-2024             | Olympique lyonnais     | Ligue 1               | 8           | 1           | 0           | -               | -               | -               | -                 | -                 | -                 | -                              | -                              | -                              | -                              | 8     | 1     | 0     |
| Sous-total            | Sous-total             | Sous-total            | 8           | 1           | 0           | -               | -               | 0               | -                 | -                 | -                 | -                              | -                              | -                              | -                              | 8     | 1     | 0     |
| 2023-2024             | Werder Brême (prêt)    | Bundesliga            | 6           | 1           | 0           | -               | -               | -               | -                 | -                 | -                 | -                              | -                              | -                              | -                              | 6     | 1     | 0     |
| 2024-2025             | Werder Brême           | Bundesliga            | 0           | 0           | 0           | -               | -               | -               | -                 | -                 | -                 | -                              | -                              | -                              | -                              | 0     | 0     | 0     |
| Sous-total            | Sous-total             | Sous-total            | 6           | 1           | 0           | -               | -               | 0               | -                 | -                 | -                 | -                              | -                              | -                              | -                              | 6     | 1     | 0     |
| Total sur la carrière | Total sur la carrière  | Total sur la carrière | 45          | 4           | 0           | 4               | 0               | 0               | -                 | -                 | -                 | -                              | -                              | -                              | -                              | 49    | 4     | 0     |